# Loxostigma cavaleriei
Loxostigma cavaleriei là một loài thực vật có hoa trong họ Tai voi. Loài này được (H. Lév. & Vaniot) B.L. Burtt mô tả khoa học đầu tiên năm 1958.